# The Sims Livets Historier
The Sims Livets Historier (engelska The Sims Life Stories), är ett datorspel skapat av Electronic Arts som ett enklare nybörjarvänligt alternativ till The Sims 2. Spelet har samma grafik som The Sims 2, men färre föremål, dock kan man få några nya föremål som låses upp i spelets nya berättelseläge.

## Beskrivning
Spelet är uppbyggt på samma sätt som The Sims 2, men innehåller några nyheter jämfört med The Sims 2. Först finns ett nybörjaravsnitt som man kan gå igenom om man inte har erfarenhet av något Simsspel sedan tidigare.
Sedan finns det klassiska spelläget med öppet slut som utspelas i kvarteret Fyrhörningen. Kvarteret är mindre än de som finns i föregångaren.
Det nya med spelet är berättelseläget, och här får man spela Marias berättelse, som följer den nyinflyttade Maria Haglöv under tolv kapitel. Hon har just flyttat in till Fyrhörningen där hon bosätter sig hos sin moster Karin.
När man klarat av kapitel tre så låses även Eriks berättelse upp. Här följer man teknikgurun Erik Morin under tolv kapitel. En man med en framgångsrik karriär, men med betydligt kärvare framgång med kärleken.
När man klarat en berättelse kan man fortsätta spela med denna familj i ett klassiskt spelläge.

## Systemkrav
För Windows
- 256MB RAM (för laptop krävs 512MB)
- Minst 3,5 GB ledig hårddisk
- 32MB grafikkort med stöd för Transform & Lighting* och DirectX 9.0c
- 8x DVD
- Processor minst 1,4 GHz (för laptop krävs 1,8 GHz)
- Ljudkort med stöd för DirectX 9.0c
- Windows XP

## The Sims Historier
Spelserien The Sims Historier är främst till för de som inte har tid att spela ofta och de som är i farten mycket. Spelet innehåller mycket mera snabbkommandon än tidigare Simsspel.
Spelen stödjer inte heller några expansioner eller prylpaket till The Sims eller The Sims 2.

## Spelen i spelserien
- The Sims Livets Historier (en: The Sims Life Stories) släpptes den 8 februari 2007.

- The Sims Historier om husdjur (en: The Sims Pet Stories) släpptes den 21 juni 2007.

- The Sims Historier från en öde ö (en: The Sims Castaway Stories) släpptes den 31 januari 2008[1].